# Quadro de medalhas dos Jogos Olímpicos de Verão de 2000

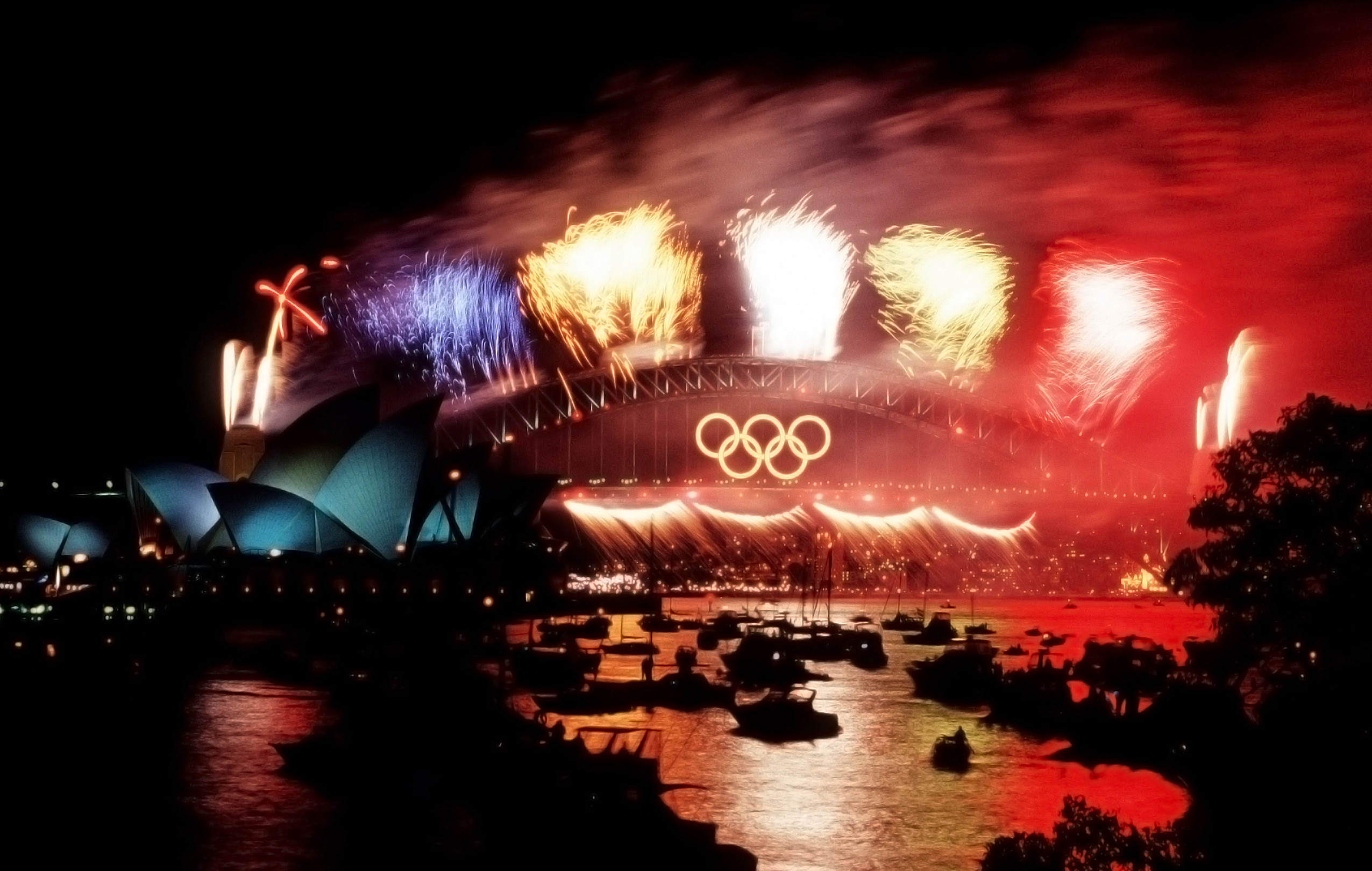
Fogos de artifício da cerimônia de encerramento na Ponte da Baía de Sydney.

O quadro de medalhas dos Jogos Olímpicos de Verão de 2000 é uma lista que classifica os Comitês Olímpicos Nacionais de acordo com o número de medalhas conquistadas nos Jogos realizados em Sydney, na Austrália. Um total de 10.651 atletas de 199 nações (incluindo quatro atletas individuais do Timor-Leste) competiram em 300 eventos de 28 esportes.
Atletas de 80 países ganharam ao menos uma medalha, e 119 ficaram sem conquistar nenhuma. Os Estados Unidos foram a nação que conquistou o maior número de medalhas no geral (91) e de ouro (35). A anfitriã Austrália terminou os Jogos com 58 medalhas no geral (16 de ouro, 25 de prata e 17 de bronze).A Colômbia conquistou a primeira medalha de ouro em sua história olímpica, enquanto o Vietnã, o Barbados e o Quirguistão conquistaram as suas primeiras medalhas olímpicas, no taekwondo, no atletismo, e no judô, respectivamente.
Em 9 de dezembro de 2009, o COI realocou as medalhas de três provas do atletismo vencidas pela estadunidense Marion Jones, cujos resultados foram cassados em 2007. Em 21 de julho de 2012 foram realocadas as medalhas dos 4x400 metros, após a desclassificação da equipe dos Estados Unidos em 2008 por caso de doping do integrante Antonio Pettigrew.
Em 26 de fevereiro de 2010, a Federação Internacional de Ginástica anunciou que o cancelamento do resultado obtido pela República Popular da China na competição por equipes femininas da ginástica artística devido a adulteração dos registros de idade da competidora Dong Fangxiao, que não tinha idade suficiente para competir nos Jogos Olímpicos. Na época Dong era menor de 16 anos. A decisão foi enviada ao conselho do Comitê Olímpico Internacional com a recomendação de que a medalha de bronze fosse retirada. Em 28 de abril o COI confirmou a desclassificação da ginasta na prova de salto (7º lugar), solo (6º lugar) e na prova por equipes. Como consequência a medalha de bronze foi repassada a equipe dos Estados Unidos.
Em 17 de janeiro de 2013 o COI retirou a medalha de bronze do ciclista estadunidense Lance Armstrong obtida na prova de estrada contra o relógio, após a confissão do uso de doping durante a carreira.

## Quadro
| Ordem | País                       | Medalha de ouro | Medalha de prata | Medalha de bronze |     |
| ----- | -------------------------- | --------------- | ---------------- | ----------------- | --- |
| 1     | USA Estados Unidos         | 37              | 24               | 32                | 93  |
| 2     | RUS Rússia                 | 32              | 28               | 29                | 89  |
| 3     | CHN China                  | 28              | 16               | 14                | 58  |
| 4     | AUS Austrália              | 16              | 25               | 17                | 58  |
| 5     | GER Alemanha               | 13              | 17               | 26                | 56  |
| 6     | FRA França                 | 13              | 14               | 11                | 38  |
| 7     | ITA Itália                 | 13              | 8                | 13                | 34  |
| 8     | NED Países Baixos          | 12              | 9                | 4                 | 25  |
| 9     | CUB Cuba                   | 11              | 11               | 7                 | 29  |
| 10    | GBR Grã-Bretanha           | 11              | 10               | 7                 | 28  |
| 11    | ROU Romênia                | 11              | 6                | 9                 | 26  |
| 12    | KOR Coreia do Sul          | 8               | 10               | 10                | 28  |
| 13    | HUN Hungria                | 8               | 6                | 3                 | 17  |
| 14    | POL Polônia                | 6               | 5                | 3                 | 14  |
| 15    | JPN Japão                  | 5               | 8                | 5                 | 18  |
| 16    | BUL Bulgária               | 5               | 6                | 2                 | 13  |
| 17    | GRE Grécia                 | 4               | 6                | 3                 | 13  |
| 18    | SWE Suécia                 | 4               | 5                | 3                 | 12  |
| 19    | NOR Noruega                | 4               | 3                | 3                 | 10  |
| 20    | ETH Etiópia                | 4               | 1                | 3                 | 8   |
| 21    | UKR Ucrânia                | 3               | 10               | 10                | 23  |
| 22    | KAZ Cazaquistão            | 3               | 4                |                   | 7   |
| 23    | BLR Bielorrússia           | 3               | 3                | 11                | 17  |
| 24    | CAN Canadá                 | 3               | 3                | 8                 | 14  |
| 25    | ESP Espanha                | 3               | 3                | 5                 | 11  |
| 26    | TUR Turquia                | 3               |                  | 2                 | 5   |
| 27    | IRI Irã                    | 3               |                  | 1                 | 4   |
| 28    | CZE República Checa        | 2               | 3                | 3                 | 8   |
| 29    | KEN Quênia                 | 2               | 3                | 2                 | 7   |
| 30    | DEN Dinamarca              | 2               | 3                | 1                 | 6   |
| 31    | FIN Finlândia              | 2               | 1                | 1                 | 4   |
| 32    | AUT Áustria                | 2               | 1                |                   | 3   |
| 33    | LTU Lituânia               | 2               |                  | 3                 | 5   |
| 34    | AZE Azerbaijão             | 2               |                  | 1                 | 3   |
| 34    | BAH Bahamas                | 2               |                  | 1                 | 3   |
| 36    | SLO Eslovênia              | 2               |                  |                   | 2   |
| 37    | SUI Suíça                  | 1               | 6                | 2                 | 9   |
| 38    | INA Indonésia              | 1               | 3                | 2                 | 6   |
| 39    | SVK Eslováquia             | 1               | 3                | 1                 | 5   |
| 40    | MEX México                 | 1               | 2                | 3                 | 6   |
| 41    | NGR Nigéria                | 1               | 2                |                   | 3   |
| 42    | ALG Argélia                | 1               | 1                | 3                 | 5   |
| 43    | UZB Uzbequistão            | 1               | 1                | 2                 | 4   |
| 44    | LAT Letônia                | 1               | 1                | 1                 | 3   |
| 44    | YUG Iugoslávia             | 1               | 1                | 1                 | 3   |
| 46    | NZL Nova Zelândia          | 1               |                  | 3                 | 4   |
| 47    | EST Estônia                | 1               |                  | 2                 | 3   |
| 47    | THA Tailândia              | 1               |                  | 2                 | 3   |
| 49    | CRO Croácia                | 1               |                  | 1                 | 2   |
| 50    | CMR Camarões               | 1               |                  |                   | 1   |
| 50    | COL Colômbia               | 1               |                  |                   | 1   |
| 50    | MOZ Moçambique             | 1               |                  |                   | 1   |
| 53    | BRA Brasil                 |                 | 6                | 6                 | 12  |
| 54    | JAM Jamaica                |                 | 6                | 3                 | 9   |
| 55    | BEL Bélgica                |                 | 2                | 3                 | 5   |
| 55    | RSA África do Sul          |                 | 2                | 3                 | 5   |
| 57    | ARG Argentina              |                 | 2                | 2                 | 4   |
| 58    | TPE Taipé Chinês           |                 | 1                | 4                 | 5   |
| 58    | MAR Marrocos               |                 | 1                | 4                 | 5   |
| 60    | PRK Coreia do Norte        |                 | 1                | 3                 | 4   |
| 61    | MDA Moldávia               |                 | 1                | 1                 | 2   |
| 61    | KSA Arábia Saudita         |                 | 1                | 1                 | 2   |
| 61    | TRI Trinidad e Tobago      |                 | 1                | 1                 | 2   |
| 64    | IRL Irlanda                |                 | 1                |                   | 1   |
| 64    | SRI Sri Lanka              |                 | 1                |                   | 1   |
| 64    | URU Uruguai                |                 | 1                |                   | 1   |
| 64    | VIE Vietnã                 |                 | 1                |                   | 1   |
| 68    | GEO Geórgia                |                 |                  | 6                 | 6   |
| 69    | CRC Costa Rica             |                 |                  | 2                 | 2   |
| 69    | POR Portugal               |                 |                  | 2                 | 2   |
| 71    | ARM Armênia                |                 |                  | 1                 | 1   |
| 71    | BAR Barbados               |                 |                  | 1                 | 1   |
| 71    | CHI Chile                  |                 |                  | 1                 | 1   |
| 71    | ISL Islândia               |                 |                  | 1                 | 1   |
| 71    | IND Índia                  |                 |                  | 1                 | 1   |
| 71    | ISR Israel                 |                 |                  | 1                 | 1   |
| 71    | KUW Kuwait                 |                 |                  | 1                 | 1   |
| 71    | KGZ Quirguistão            |                 |                  | 1                 | 1   |
| 71    | MKD República da Macedônia |                 |                  | 1                 | 1   |
| 71    | QAT Catar                  |                 |                  | 1                 | 1   |
| TOTAL | TOTAL                      | 298             | 300              | 327               | 925 |